# Rock Zone
Rock Zone és una revista de música alternativa que va néixer l'any 2005 com a successora de la difunta revista Rock Sound, fundada per Richard Royuela i Jordi Meya. Cobreix principalment rock alternatiu, punk, metal i hardcore. Des de febrer de 2014 va abandonar el format paper i es va publicar en format digital i gratuït. Segons José Maria Carrasco de RTVE la «revista de referència» fa «la funció de notari i descobridor del bo i millor del panorama rock nacional i internacional.» Ha estat revista oficial i patrocinadora de diversos festivals musicals.